# Bush's Chicken
A Bush's Chicken (estilizado como Bush's Chicken!) é um restaurante de fast food que serve frango frito. A empresa está sediada em Waco, Texas, e tem mais de 75 locais franchisados no centro, norte, sul e oeste do Texas. A cadeia serve frango frito, quiabo frito, batatas fritas, purê de batata, nuggets de milho, jalapeño poppers, pãezinhos de fermento e macarrão com queijo. O Bush's Chicken também vende chá gelado doce e não doce em jarras de galão.

## História

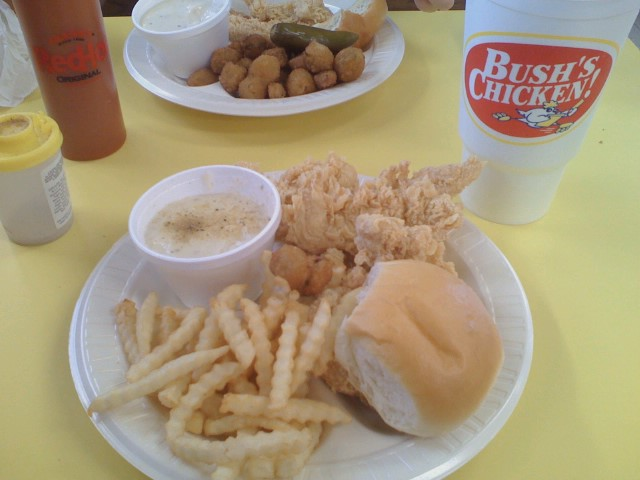
Tiras de frango, purê de batata, batata frita e pãozinho do Bush's Chicken

O primeiro Bush's Chicken foi aberto em 1996 em Waco, Texas, por Keith Bush. A cadeia foi vendida à Hammock Partners, L.L.C. em 2005. A sede foi transferida para Austin nesse mesmo ano. Em 2011, o filho de Keith Bush, Corey Bush, comprou três dos restaurantes da cadeia. Após uma mudança de propriedade em 2015, a sede foi transferida de volta para Waco.
Em dezembro de 2012, o restaurante foi alvo de uma ação judicial. A cliente acusou o restaurante de ter servido frango contaminado ao seu marido, que acabou morrendo. Mais tarde, o Bush's foi ilibado de qualquer irregularidade com base em provas médicas apresentadas no julgamento.
Corey Bush declarou falência no Tribunal de Falências do Texas Ocidental em 2018.